# Marie Victoire de Noailles
Marie Victoire Sophie de Noailles, contessa di Tolosa (Versailles, 6 maggio 1688 – Parigi, 30 settembre 1766), era figlia di Anne Jules di Noailles, il secondo duca di Noailles, e di sua moglie Marie-Françoise de Bournonville. Il suo secondo marito fu Luigi Alessandro di Borbone, conte di Tolosa, il minore dei figli legittimati di Luigi XIV di Francia e la sua maîtresse-en-titre, Madame de Montespan.

## Biografia
Marie Victoire nacque a Versailles il 6 maggio 1688. Era una dei venti figli di Anne Jules di Noailles e Marie Françoise de Bournonville. Sua sorella Marie Christine aveva sposato Antoine de Gramont, Duca di Guiche nel 1687, Lucie Félicité sposò Victor Marie d'Estrées, pronipote di Gabrielle d'Estrées, amante di re Enrico IV e un'altra sorella ancora sposò Charles de Baume Le Blanc, il nipote di Louise de La Vallière, e divenne la madre di Louis César de La Baume Le Blanc de La Vallière.
Nel 1707 Marie Victoire sposò Louis de Pardaillan de Gondrin, figlio di Louis Antoine e attraverso questi nipote di Louis Henri, marchese di Montespan (1640-1701) e di sua moglie, Françoise-Athénaïs, madame di Montespan.
Fu dama di palazzo della nipote acquisita del re, Maria Adelaide di Savoia, duchessa di Borgogna, madre del futuro re Luigi XV.
Dal suo primo matrimonio, Marie Victoire ebbe due figli:
- Louis de Pardaillan de Gondrin (1707-1743), duca d'Antin; sposò Françoise Gillonne de Montmorency-Luxembourg ed ebbe figli;
- Antoine François de Pardaillan de Gondrin (1709–1741), marchese di Gondrin; sposò Marie-François-Renée (dite Mathilde) de Carbonnel-Canisy.

Nel 1712, morirono sia suo marito che la duchessa di Borgogna.
Il 2 febbraio 1723 Marie Victoire sposò in una cerimonia segreta Luigi Alessandro di Borbone, conte di Tolosa, il minore dei figli legittimati del re Luigi XIV e di madame de Montespan, che era quindi zio del suo primo marito, ma di dieci anni più giovane. Il matrimonio fu annunciato soltanto dopo la morte del reggente Filippo II di Borbone-Orléans nel dicembre di quello stesso anno.. Divenne per matrimonio contessa di Tolosa e duchessa di Vendôme, di Rambouillet, d'Arc-en-Barrois, di Châteauvillain e di Penthièvre.
Il conte e la contessa di Tolosa ebbero camere ufficiali a Versailles; i loro appartamenti, che in seguito furono dati alle figlie del nuovo re, Luigi XV, erano situati al piano terra del palazzo ed erano stati l'appartamento della madre del conte, madame de Montespan.
Dopo due anni di matrimonio, ebbe un figlio:
- Luigi Giovanni Maria di Borbone, Duca di Penthièvre (1725–1793), duca di Penthièvre.

Il conte di Tolosa morì nel dicembre del 1737. Nel 1744, Marie Victoire contribuì ad organizzare il matrimonio di suo figlio con Maria Teresa d'Este, nipote di Francesca Maria di Borbone-Francia, sorella del conte di Tolosa, e moglie del reggente Filippo II di Borbone-Orléans.
Ebbe un ottimo rapporto con il giovane Luigi XV, che fu padrino di suo figlio.
Il 30 settembre 1766, Marie Victoire morì all'Hôtel de Toulouse, la residenza parigina acquistato dal marito nel 1713. Fu sepolta accanto al marito nella tomba di famiglia presso la chiesa di quello che sarebbe diventato poi il villaggio di Rambouillet, ma in seguito il suo corpo e quello del marito furono traslati dal loro figlio, il duca di Penthièvre, alla Collégiale de Saint-Etienne de Dreux, dopo aver venduto il castello di Rambouillet ed il suo vasto dominio al re Luigi XVI nel 1783.

## Discendenti
Attraverso la nipote Luisa Maria Adelaide di Borbone, sposata a Luigi Filippo II di Borbone-Orléans, detto Philippe Égalité e madre del futuro re Luigi Filippo, è antenata della casata attuale dei Borbone-Orléans.

## Titoli nobiliari, onorificenze e stemma

### Titoli e trattamento
- 6 maggio 1688 - 25 gennaio 1707: Marie Victoire de Noailles.
- 25 gennaio 1707 - 22 febbraio 1712: madame la marchesa di Gondrin.
- 22 febbraio 1712 - 2 febbraio 1723: madame la marchesa vedova di Gondrin.
- 2 febbraio 1723 - 1º dicembre 1737: la contessa di Tolosa.
- 1º dicembre 1737 - 30 settembre 1766:  la contessa vedova di Tolosa.